# Elecciones municipales de 2007 en Madrid
Las elecciones municipales de 2007 se celebraron en Madrid el domingo 27 de mayo, de acuerdo con el Real Decreto de convocatoria de elecciones locales en España dispuesto el 2 de abril de 2007 y publicado en el Boletín Oficial del Estado el día 3 de abril. Se eligieron los 57 concejales del pleno del Ayuntamiento de Madrid mediante un sistema proporcional (método d'Hondt), con listas cerradas y un umbral electoral del 5 %.

## Resultados
La candidatura del Partido Popular (PP) encabezada por el alcalde Alberto Ruiz-Gallardón, que repitió como cabeza de lista, obtuvo mayoría absoluta (34 concejales). La candidatura del Partido Socialista Obrero Español (PSOE), encabezada por Miguel Sebastián Gascón, obtuvo 18 concejales. La candidatura de Izquierda Unida Comunidad de Madrid, liderada por Ángel Pérez, obtuvo 5 concejales. El PP fue la candidatura más votada en 19 de los 21 distritos del municipio, siendo superada en votos por la candidatura del PSOE únicamente en Puente de Vallecas y Villa de Vallecas. Los resultados completos se detallan a continuación:
| Candidatura                                                 | Candidatura                                                 | Votos     | %                               | Concejales                      |
| ----------------------------------------------------------- | ----------------------------------------------------------- | --------- | ------------------------------- | ------------------------------- |
|                                                             | Partido Popular (PP)                                        | 877 544   | 55,65                           | 34                              |
|                                                             | Partido Socialista Obrero Español (PSOE)                    | 487 893   | 30,94                           | 18                              |
|                                                             | Izquierda Unida Comunidad de Madrid (IU-CM)                 | 136 881   | 8,68                            | 5                               |
| Los Verdes (LV)                                             | Los Verdes (LV)                                             | 14 011    | 0,89                            | 0                               |
| Alternativa Española (AES)                                  | Alternativa Española (AES)                                  | 6140      | 0,39                            | 0                               |
| Partido Antitaurino Contra el Maltrato Animal (PACMA)       | Partido Antitaurino Contra el Maltrato Animal (PACMA)       | 3167      | 0,20                            | 0                               |
| Por un Mundo Más Justo (PUM+J)                              | Por un Mundo Más Justo (PUM+J)                              | 2501      | 0,16                            | 0                               |
| Falange Española de las JONS (FE de las JONS)               | Falange Española de las JONS (FE de las JONS)               | 1920      | 0,12                            | 0                               |
| Centro Democrático y Social (CDS)                           | Centro Democrático y Social (CDS)                           | 1681      | 0,11                            | 0                               |
| Democracia Nacional (DN)                                    | Democracia Nacional (DN)                                    | 1571      | 0,10                            | 0                               |
| Partido Familia y Vida (FYV)                                | Partido Familia y Vida (FYV)                                | 1390      | 0,09                            | 0                               |
| La Falange (FE)                                             | La Falange (FE)                                             | 1353      | 0,09                            | 0                               |
| Izquierda Republicana (IR)                                  | Izquierda Republicana (IR)                                  | 1272      | 0,08                            | 0                               |
| Partido Comunista de los Pueblos de España (PCPE)           | Partido Comunista de los Pueblos de España (PCPE)           | 1253      | 0,08                            | 0                               |
| Primero Madrid                                              | Primero Madrid                                              | 1163      | 0,07                            | 0                               |
| Partido Humanista (PH)                                      | Partido Humanista (PH)                                      | 950       | 0,06                            | 0                               |
| Centro Democrático Liberal (CDL)                            | Centro Democrático Liberal (CDL)                            | 834       | 0,05                            | 0                               |
| Tierra Comunera (TC-PNC)                                    | Tierra Comunera (TC-PNC)                                    | 821       | 0,05                            | 0                               |
| Innovación Democrática                                      | Innovación Democrática                                      | 664       | 0,04                            | 0                               |
| Falange Auténtica (FA)                                      | Falange Auténtica (FA)                                      | 530       | 0,03                            | 0                               |
| Tercio Católico de Acción Política (TEAP)                   | Tercio Católico de Acción Política (TEAP)                   | 461       | 0,03                            | 0                               |
| Unión Centrista Liberal (UCL)                               | Unión Centrista Liberal (UCL)                               | 318       | 0,02                            | 0                               |
| Inmigrantes con Derechos de Igualdad y Obligaciones (INDIO) | Inmigrantes con Derechos de Igualdad y Obligaciones (INDIO) | 308       | 0,02                            | 0                               |
| Unión por Leganés (ULEG)                                    | Unión por Leganés (ULEG)                                    | 188       | 0,01                            | 0                               |
| Partido de Alianza Iberoamericana Europea (PAIE)            | Partido de Alianza Iberoamericana Europea (PAIE)            | 151       | 0,01                            | 0                               |
| Votos en blanco                                             | Votos en blanco                                             | 32 066    | 2,03                            | n/a                             |
| Votos válidos                                               | Votos válidos                                               | 1 577 031 | 100,00                          | 57                              |
| Votos nulos                                                 | Votos nulos                                                 | 8371      | Participación: \| \| 65,93 % \| | Participación: \| \| 65,93 % \| |
| Votantes                                                    | Votantes                                                    | 1 585 402 | Participación: \| \| 65,93 % \| | Participación: \| \| 65,93 % \| |
| Electores                                                   | Electores                                                   | 2 404 697 | Participación: \| \| 65,93 % \| | Participación: \| \| 65,93 % \| |
|                                                             | 65,93 %                                                     |           |                                 |                                 |

## Concejales electos
Relación de concejales proclamados electos:
| N.ª | Nombre                                   | Lista | Lista |
| --- | ---------------------------------------- | ----- | ----- |
| 1   | Alberto Ruiz-Gallardón Jiménez           |       | PP    |
| 2   | Pilar Esther Gallego Berruezo            |       | PSOE  |
| 3   | Ana María Botella Serrano                |       | PP    |
| 4   | Manuel Cobo Vega                         |       | PP    |
| 5   | Óscar Iglesias Fernández                 |       | PSOE  |
| 6   | María Concepción Dancausa Treviño        |       | PP    |
| 7   | Eva Durán Ramos                          |       | PP    |
| 8   | Noelia Martínez Espinosa                 |       | PSOE  |
| 9   | Fernando Martínez Vidal                  |       | PP    |
| 10  | Ángel Pérez Martínez                     |       | IU-CM |
| 11  | María Pilar Martínez López               |       | PP    |
| 12  | Pedro Javier González Zerolo             |       | PSOE  |
| 13  | Pedro Luis Calvo Poch                    |       | PP    |
| 14  | Isabel María Vilallonga Elviro           |       | PSOE  |
| 15  | María de la Paz González García          |       | PP    |
| 16  | Miguel Ángel Villanueva González         |       | PP    |
| 17  | Francisco David Lucas Parrón             |       | PSOE  |
| 18  | Juan Bravo Rivera                        |       | PP    |
| 19  | Carlos Izquierdo Torres                  |       | PP    |
| 20  | Ángeles Álvarez Álvarez                  |       | PSOE  |
| 21  | Daniel Álvarez Morcillo                  |       | IU-CM |
| 22  | Patricia Lázaro Martínez de Moretín      |       | PP    |
| 23  | María Isabel Martínez Cubells Yraola     |       | PP    |
| 24  | Manuel García-Hierro Caraballo           |       | PSOE  |
| 25  | María Elena Sánchez Gallar               |       | PP    |
| 26  | Ángel Garrido García                     |       | PP    |
| 27  | María Mercedes Elvira del Palacio Tascón |       | PSOE  |
| 28  | José Manuel Berzal Andrade               |       | PP    |
| 29  | Ramón Silva Buenadicha                   |       | PSOE  |
| 30  | Ana María Román Martín                   |       | PP    |
| 31  | Íñigo Henríquez de Luna Losada           |       | PP    |
| 32  | Ángel Lara Martín de Bernardo            |       | IU-CM |
| 33  | Ana Rosario de Sande Guillén             |       | PSOE  |
| 34  | María del Carmen González Fernández      |       | PP    |
| 35  | Luis Asúa Brunt                          |       | PP    |
| 36  | Pedro Santín Fernández                   |       | PSOE  |
| 37  | Paloma García Romero                     |       | PP    |
| 38  | Jesús Moreno Sánchez                     |       | PP    |
| 39  | María Carmen Sánchez Carazo              |       | PSOE  |
| 40  | Carmen Torralba González                 |       | PP    |
| 41  | Joaquín María Martínez Navarro           |       | PP    |
| 42  | Pedro Sánchez Pérez-Castejón             |       | PSOE  |
| 43  | Raquel López Contreras                   |       | IU-CM |
| 44  | María Begoña Larraínzar Zaballa          |       | PP    |
| 45  | Rosa León Conde                          |       | PSOE  |
| 46  | Elena González Moñux                     |       | PP    |
| 47  | José Tomás Serrano Guío                  |       | PP    |
| 48  | Pedro Pablo García Rojo Garrido          |       | PSOE  |
| 49  | María Dolores Navarro Ruiz               |       | PP    |
| 50  | Luis Miguel Boto Martínez                |       | PP    |
| 51  | María Dolores del Campo Pozas            |       | PSOE  |
| 52  | José Enrique Núñez Guijarro              |       | PP    |
| 53  | Sandra María de Lorite Buendía           |       | PP    |
| 54  | Milagros Hernández Calvo                 |       | IU-CM |
| 55  | José Manuel Rodríguez Martínez           |       | PSOE  |
| 56  | Manuel Troitiño Pelaz                    |       | PP    |
| 57  | Álvaro Ballarín Valcárcel                |       | PP    |

## Investidura del alcalde
En la sesión del nuevo pleno del 16 de junio de 2007, Alberto Ruiz-Gallardón (PP) fue reinvestido como alcalde de Madrid con una mayoría absoluta de los votos de los concejales (34), por 18 y 5 votos recibidos por los candidatos de PSOE e IU, respectivamente.